# Dominique Perret
Dominique Perret, né le 20 novembre 1962 à La Chaux-de-Fonds, est un skieur suisse, pionnier de la discipline ski Freeride. Il est élu « meilleur skieur freeride du siècle » par les journalistes, lecteurs et internautes de la presse et des médias spécialisés en décembre 2000 aux Board Awards à Paris.

## Films
- Home Swiss Home[1], 2010 (Suisse),
- White Noise[2], 2008 (Alaska),
- 16 Hours in Alyeska[3], 2007 (Alaska),
- Versus[4], 2006 (Turquie),
- Kaçkar Sugar[5], 2005 (Turquie),
- Red Alert[6] 2004 (Alpes Suisses),
- Namasté 2003 (Himachal, India),
- Origin[7] 2002 (Yukon & Canada),
- Timeless 2001 (Norvège),
- Y2sKi[8] 2000 (Suisse),
- Soul Pilot[9] 1999 (Alaska),
- Just in Powder 1998 (Canada),
- Speed is my Friend 1997 (compilation),
- Natural Born Skier 1996 (France),
- Alp Fiction[10] 1995 (Suisse),
- Edelweiss Powder 1994 (Suisse),
- Rocky's Rock 1993 (Canada),
- Go East 1992 (URSS),
- Perret-stroika 1991 (Uzbekistan, le premier film de ski tourné en ex-URSS),
- C'est Tout Bon 1990 (Canada)

## Faits marquants
(mai 2014).
Si vous disposez d'ouvrages ou d'articles de référence ou si vous connaissez des sites web de qualité traitant du thème abordé ici, merci de compléter l'article en donnant les références utiles à sa vérifiabilité et en les liant à la section « Notes et références ».
- 2004 : le magazine US « Skiing » le présente comme l'une des 12 « stars » qui ont changé le sport.
- 2000 : Dominique Perret est élu « Meilleur skieur freeride du siècle » à Paris par les journalistes, lecteurs et internautes des médias et de la presse spécialisée.
- 1998 : record du monde de dénivelé à ski, 120 000 mètres en 14 heures et 30 minutes (Mike Wiegele Heli Resort, Canada).
- 1996 : Dominique Perret part en expédition avec Jean Troillet pour skier la Face Nord de l'Everest depuis le versant tibétain en pur style alpin, sans camp, ni oxygène. Après 3 mois sur place et 3 tentatives à plus de 8 000 mètres, ils parviennent à skier depuis l'altitude de 8 500 mètres[11].
- 1991 : Dominique Perret établit une vitesse de 211,825 km/h à Portillo (Chili).
- 1990 : record du monde de saut de falaise à skis (36,40 mètres).